# بنای محمد سراسب
بنای محمد سراسب مربوط به سدهٔ ۸ و ۹ ه.ق است و در شهرستان نور، بخش بلده، دهستان شیخ فضل ا، روستای سراسب واقع شده و این اثر در تاریخ ۲۶ اسفند ۱۳۸۶ با شمارهٔ ثبت ۲۱۹۵۰ به‌عنوان یکی از آثار ملی ایران به ثبت رسیده است.